# Kodai Nagashima
Kodai Nagashima (長島 滉大 Nagashima Kodai?), född 26 januari 1998 i Saitama prefektur, är en japansk fotbollsspelare.
Nagashima började sin karriär 2016 i FC Imabari.